# Bianca Bellová
Bianca Bellová (20. února 1970 Praha) je česká spisovatelka s bulharskými kořeny. Vystudovala VŠE. Pracuje jako překladatelka a tlumočnice z angličtiny, její texty vycházejí v příloze Práva Salon.
Její novela Jezero byla nominována na Literu za prózu v rámci cen Magnesia Litera 2017, nakonec zvítězila v kategorii „Kniha roku“. Za stejnou knihu získala Cenu Evropské unie za literaturu, jakož i Studentskou cenu Česká kniha. Časopis A2 tuto knihu v roce 2020 zařadil do Českého literárního kánonu po roce 1989, tedy do výběru nejdůležitějších českých knih v období třiceti let od sametové revoluce. Autorka získala za knihu r. 2023 i literární cenu EBRD Literature Prize Evropské rozvojové banky, do angličtiny ji přeložil Alex Zucker.
Jejím manželem je Adrian T. Bell, zpěvák kapely The Prostitutes. Mají tři děti.

## Dílo
- BELLOVÁ, Bianca. Sentimentální román. [Praha]: IFP Publishing, 2009. 110 s. ISBN 978-80-903997-5-4.
- BELLOVÁ, Bianca. Mrtvý muž. Brno: Host, 2011. 180 s. ISBN 9788072944958.
- BELLOVÁ, Bianca. Celý den se nic nestane. Brno: Host, 2013. 140 s. ISBN 978-80-7294-965-6.
- BELLOVÁ, Bianca. Jezero. [s.l.]: Host, 2016. 192 s. ISBN 978-80-7491-771-4.[4]
- BELLOVÁ, Bianca. Mona. 1. vyd. [s.l.]: Host, 2019. 167 s. ISBN 978-80-7577-962-5.
- BELLOVÁ, Bianca. Tyhle fragmenty. 1. vyd. [s.l.]: Host, 2021. 197 s. ISBN 978-80-275-0592-0.
- BELLOVÁ, Bianca. Ostrov. 1. vyd. [s.l.]: Host, 2022. 184 s. ISBN 978-80-275-1048-1.
- BELLOVÁ, Bianca. Transfer. 1. vyd. [s.l.]: Host, 2023. 136 s. ISBN 978-80-275-1804-3.
- BELLOVÁ, Bianca. Neviditelný muž. 1. vyd. [s.l.]: Host, 2024.

Její povídky vyšly také ve sbírkách O Vánocích se dívám do nebe (2012), A celý život budem šťastný... (2012), Miliónový časy. Povídky pro Adru (2014), Možná si porozumíme (2015), Dámská jízda (2016) a Krvavý Bronx (2020, povídka Takové hrubé člověk). 
Knihu Jezero v roce 2018 načetla pro Český rozhlas Vltava jako četbu na pokračování Petra Špalková.

### Překlady
- Zrozeni tvořit: objasnění záhad kreativní mysli – Scott Barry Kaufman a Carolyn Gregoireová. Bratislava: Citadella, 2017
- Cirkadiánní kód: využijte přirozený rytmus svého těla pro zdraví, výkon a zhubnutí – Satchin Panda. Brno: Jan Melvil Publishing, 2020